# 1. Fußball-Club Magdeburg 2020-2021
Questa voce raccoglie le informazioni riguardanti il 1. Fußball-Club Magdeburg nelle competizioni ufficiali della stagione 2020-2021.

## Stagione
Nella stagione 2020-2021 il Magdeburgo, allenato da Thomas Hoßmang e Christian Titz, concluse il campionato di 3. Liga all'11º posto. In Coppa di Germania il Magdeburgo fu eliminato al primo turno dal Darmstadt.

## Rosa
| N. |                     | Ruolo | Calciatore         |
| -- | ------------------- | ----- | ------------------ |
| 1  | Germania (bandiera) | P     | Morten Behrens     |
| 2  | Germania (bandiera) | D     | Dominik Ernst      |
| 3  | Germania (bandiera) | D     | Dustin Bomheuer    |
| 4  | Germania (bandiera) | D     | Brian Koglin       |
| 5  | Germania (bandiera) | D     | Tobias Müller      |
| 6  | Polonia (bandiera)  | C     | Adrian Małachowski |
| 7  | Svizzera (bandiera) | A     | Luka Sliskovic     |
| 8  | Germania (bandiera) | C     | Sebastian Jakubiak |
| 9  | Germania (bandiera) | A     | Kai Brünker        |
| 10 | Albania (bandiera)  | C     | Jürgen Gjasula     |
| 11 | Germania (bandiera) | A     | Christian Beck     |
| 12 | Germania (bandiera) | P     | Tom Schlitter      |
| 13 | Germania (bandiera) | A     | Daniel Steininger  |
| 14 | Germania (bandiera) | A     | Maximilian Franzke |
| 15 | Germania (bandiera) | D     | Henry Rorig        |
| 16 | Germania (bandiera) | C     | Andreas Müller     |
| 17 | Germania (bandiera) | C     | Sirlord Conteh     |

| N. |                     | Ruolo | Calciatore         |
| -- | ------------------- | ----- | ------------------ |
| 18 | Germania (bandiera) | A     | Florian Kath       |
| 19 | Germania (bandiera) | D     | Léon Bell Bell     |
| 20 | Germania (bandiera) | A     | Sören Bertram      |
| 21 | Germania (bandiera) | C     | Ole Hoch           |
| 22 | Germania (bandiera) | D     | Thore Jacobsen     |
| 23 | Turchia (bandiera)  | A     | Barış Atik         |
| 24 | Germania (bandiera) | D     | Alexander Bittroff |
| 25 | Germania (bandiera) | D     | Philipp Harant     |
| 26 | Germania (bandiera) | D     | Leon Schmökel      |
| 27 | Germania (bandiera) | D     | Korbinian Burger   |
| 28 | Germania (bandiera) | C     | Raphael Obermair   |
| 29 | Germania (bandiera) | D     | Timo Perthel       |
| 30 | Germania (bandiera) | P     | Timon Weiner       |
| 31 | Germania (bandiera) | C     | Nico Granatowski   |
| 33 | Germania (bandiera) | A     | Saliou Sané        |
| 34 | Germania (bandiera) | C     | Tom Weiß           |

## Organigramma societario
Area tecnica
- Allenatore: Christian Titz
- Allenatore in seconda: Silvio Bankert, André Kilian, Matthias Mincu, Kevin Waliczek
- Preparatore dei portieri: Matthias Tischer
- Preparatori atletici: Lars Mertelmeyer, Lisa Schaake

## Calciomercato

### Sessione estiva
| Acquisti | Acquisti           | Acquisti             | Acquisti |
| R.       | Nome               | da                   | Modalità |
| -------- | ------------------ | -------------------- | -------- |
| A        | Maximilian Franzke | St. Pauli            |          |
| A        | Florian Kath       | Friburgo             |          |
| D        | Thore Jacobsen     | Werder Brema II      |          |
| C        | Raphael Obermair   | Carl Zeiss Jena      |          |
| A        | Luka Sliskovic     | Winterthur           |          |
| C        | Adrian Małachowski | GKS Bełchatów        |          |
| C        | Sebastian Jakubiak | Heracles Almelo      |          |
| P        | Timon Weiner       | Holstein Kiel        |          |
| A        | Kai Brünker        | Sonnenhof G.         |          |
| D        | Korbinian Burger   | Sonnenhof G.         |          |
| D        | Nico Mai           | Wolfsburg U19        |          |
| D        | Henry Rorig        | Werder Brema II      |          |
| D        | Pascal Schmedemann | Germania Halberstadt |          |
| A        | Marvin Temp        | Germania Halberstadt |          |

| Cessioni | Cessioni           | Cessioni         | Cessioni |
| R.       | Nome               | a                | Modalità |
| -------- | ------------------ | ---------------- | -------- |
| A        | Anthony Roczen     | Waldhof Mannheim |          |
| D        | Pascal Schmedemann | Hannover 96 II   |          |
| D        | Marcel Costly      | Waldhof Mannheim |          |
| C        | Björn Rother       | Hansa Rostock    |          |
| D        | Thore Jacobsen     | Werder Brema II  |          |

### Sessione invernale
| Acquisti | Acquisti         | Acquisti         | Acquisti |
| R.       | Nome             | da               | Modalità |
| -------- | ---------------- | ---------------- | -------- |
| C        | Nico Granatowski | Osnabrück        |          |
| A        | Saliou Sané      | Kickers Würzburg |          |

| Cessioni | Cessioni      | Cessioni             | Cessioni |
| R.       | Nome          | a                    | Modalità |
| -------- | ------------- | -------------------- | -------- |
| D        | Nico Mai      | Germania Halberstadt |          |
| C        | Julian Weigel | Germania Halberstadt |          |

## Risultati

### 3. Liga

#### Girone di andata
| Arbitro: | Exner |

|  |           |                                  |
|  | Marcatori | 22’ (aut.) Gjasula 43’ Derstroff |

| Arbitro: | Stegemann |

|            |           |              |
| Tallig 76’ | Marcatori | 56’ Obermair |

| Arbitro: | Greif |

|  |           |                        |
|  | Marcatori | 12’ Rossmann 18’ Cueto |

| Arbitro: | Schröder |

|           |           |  |
| Stark 55’ | Marcatori |  |

| Arbitro: | Aarnink |

|                        |           |  |
| Müller 31’ Brünker 81’ | Marcatori |  |

| Arbitro: | Haslberger |

|                        |           |            |
| Janjić 7’, 53’ Taz 54’ | Marcatori | 65’ Müller |

| Arbitro: | Lechner |

|            |           |                      |
| Burger 50’ | Marcatori | 62’ Chato 74’ Malone |

| Arbitro: | Speckner |

|                                                                |           |                                 |
| Verlaat 11’ Martinovic 28’ Boyamba 72’ Jurcher 87’ Hofrath 90’ | Marcatori | 25’ Obermair 41’ (aut.) Seegert |

| Arbitro: | Exner |

|                          |           |                 |
| Franzke 49’ Obermair 60’ | Marcatori | 80’ (rig.) Kern |

| Arbitro: | Reichel |

|            |           |            |
| Pourié 48’ | Marcatori | 55’ Müller |

| Arbitro: | Erbst |

|                   |           |  |
| Burger 85’ (aut.) | Marcatori |  |

| Arbitro: | Jablonski |

|          |           |             |
| Beck 31’ | Marcatori | 53’ Verhoek |

| Arbitro: | Koslowski |

|  |           |            |
|  | Marcatori | 72’ Müller |

| Magdeburgo 4 dicembre 2020, ore 19:00 CET 14ª giornata | Magdeburgo | 0 – 0 referto | Meppen | MDCC-Arena (0 spett.)\| Arbitro: \| Oldhafer \| |
| Arbitro:                                               | Oldhafer   |               |        |                                                 |

| Arbitro: | Alt |

|            |           |              |
| Boland 22’ | Marcatori | 26’ Obermair |

| Arbitro: | Günsch |

|                 |           |                      |
| Sané 45’ (rig.) | Marcatori | 4’ (rig.), 57’ Jacob |

| Arbitro: | Kampka |

|           |           |                          |
| Engin 22’ | Marcatori | 55’ Granatowski 76’ Bell |

| Arbitro: | Müller |

|             |           |                   |
| Bertram 42’ | Marcatori | 54’ (aut.) Müller |

| Arbitro: | Schmidt |

|  |           |                      |
|  | Marcatori | 29’ Sané 85’ Bertram |

#### Girone di ritorno
| Arbitro: | Thomsen |

|          |           |  |
| Boyd 90’ | Marcatori |  |

| Arbitro: | Aarnink |

|  |           |                                 |
|  | Marcatori | 9’ Lex 56’ Salger 61’ Steinhart |

| Arbitro: | Kessel |

|                             |           |                                              |
| Klefisch 19’ Wunderlich 83’ | Marcatori | 37’ Müller 39’ Brünker 53’ Obermair 79’ Atik |

| Arbitro: | Heft |

|  |           |              |
|  | Marcatori | 74’ Mörschel |

| Arbitro: | Bauer |

|               |           |                    |
| Röser 6’, 12’ | Marcatori | 16’ (rig.) Gjasula |

| Arbitro: | Osmers |

|  |           |                                        |
|  | Marcatori | 4’ Janjić 16’, 42’ Yildirim 79’ Sander |

| Arbitro: | Bacher |

|           |           |  |
| Medić 80’ | Marcatori |  |

| Arbitro: | Oldhafer |

|              |           |            |
| Jakubiak 65’ | Marcatori | 21’ Donkor |

| Arbitro: | Schultes |

|  |           |                             |
|  | Marcatori | 45’ Atik 90’ (rig.) Gjasula |

| Arbitro: | Lechner |

|          |           |  |
| Atik 56’ | Marcatori |  |

| Arbitro: | Thomsen |

|                      |           |  |
| Atik 12’ Brünker 51’ | Marcatori |  |

| Arbitro: | Jablonski |

|  |           |                             |
|  | Marcatori | 25’ Atik 90’ (rig.) Bertram |

| Magdeburgo 17 aprile 2021, ore 14:00 CEST 32ª giornata | Magdeburgo | 0 – 0 referto | Zwickau | MDCC-Arena (0 spett.)\| Arbitro: \| Glaser \| |
| Arbitro:                                               | Glaser     |               |         |                                               |

| Arbitro: | Speckner |

|              |           |                      |
| Tankulić 73’ | Marcatori | 50’ Bertram 74’ Atik |

| Arbitro: | Koslowski |

|          |           |  |
| Bell 82’ | Marcatori |  |

| Arbitro: | Schultes |

|  |           |                             |
|  | Marcatori | 59’ Brünker 84’, 85’ Conteh |

| Arbitro: | Bauer |

|                               |           |                       |
| Brünker 8’ Ernst 13’ Atik 58’ | Marcatori | 47’ Tomić 84’ Vermeij |

| Arbitro: | Bacher |

|               |           |  |
| Marcussen 76’ | Marcatori |  |

| Arbitro: | Schwengers |

|          |           |              |
| Beck 50’ | Marcatori | 61’ Heinrich |

### Coppa di Germania
| Arbitro: | Gräfe |

|                     |           |                                  |
| Müller 14’ Beck 26’ | Marcatori | 53’ Mehlem 66’ Kempe 100’ Honsak |

## Statistiche

### Statistiche di squadra
| Competizione      | Punti | In casa | In casa | In casa | In casa | In casa | In casa | In trasferta | In trasferta | In trasferta | In trasferta | In trasferta | In trasferta | Totale | Totale | Totale | Totale | Totale | Totale | DR |
| Competizione      | Punti | G       | V       | N       | P       | Gf      | Gs      | G            | V            | N            | P            | Gf           | Gs           | G      | V      | N      | P      | Gf     | Gs     | DR |
| ----------------- | ----- | ------- | ------- | ------- | ------- | ------- | ------- | ------------ | ------------ | ------------ | ------------ | ------------ | ------------ | ------ | ------ | ------ | ------ | ------ | ------ | -- |
| 3. Liga           | 51    | 19      | 6       | 6       | 7       | 17      | 23      | 19           | 8            | 3            | 8            | 25           | 22           | 38     | 14     | 9      | 15     | 42     | 45     | -3 |
| Coppa di Germania | -     | 1       | 0       | 0       | 1       | 2       | 3       | 0            | 0            | 0            | 0            | 0            | 0            | 1      | 0      | 0      | 1      | 2      | 3      | -1 |
| Totale            | 51    | 20      | 6       | 6       | 8       | 19      | 26      | 19           | 8            | 3            | 8            | 25           | 22           | 39     | 14     | 9      | 16     | 44     | 48     | -4 |

### Andamento in campionato
| Giornata  | 1  | 2  | 3  | 4  | 5  | 6  | 7  | 8  | 9  | 10 | 11 | 12 | 13 | 14 | 15 | 16 | 17 | 18 | 19 | 20 | 21 | 22 | 23 | 24 | 25 | 26 | 27 | 28 | 29 | 30 | 31 | 32 | 33 | 34 | 35 | 36 | 37 | 38 |
| --------- | -- | -- | -- | -- | -- | -- | -- | -- | -- | -- | -- | -- | -- | -- | -- | -- | -- | -- | -- | -- | -- | -- | -- | -- | -- | -- | -- | -- | -- | -- | -- | -- | -- | -- | -- | -- | -- | -- |
| Luogo     | C  | T  | C  | T  | C  | T  | C  | T  | C  | T  | T  | C  | T  | C  | T  | C  | T  | C  | T  | T  | C  | T  | C  | T  | C  | T  | C  | T  | C  | C  | T  | C  | T  | C  | T  | C  | T  | C  |
| Risultato | P  | N  | P  | P  | V  | P  | P  | P  | V  | N  | P  | N  | V  | N  | N  | P  | V  | N  | V  | P  | P  | V  | P  | P  | P  | P  | N  | V  | V  | V  | V  | N  | V  | V  | V  | V  | P  | N  |
| Posizione | 19 | 17 | 19 | 19 | 14 | 17 | 19 | 20 | 20 | 20 | 20 | 19 | 18 | 18 | 18 | 20 | 17 | 18 | 17 | 17 | 19 | 14 | 17 | 18 | 19 | 19 | 18 | 17 | 17 | 15 | 14 | 13 | 12 | 10 | 9  | 8  | 9  | 11 |

Legenda:

Luogo: C = Casa; T = Trasferta. Risultato: V = Vittoria; N = Pareggio; P = Sconfitta.

### Statistiche dei giocatori
| Giocatore      | 3. Liga  | 3. Liga | 3. Liga     | 3. Liga    | Coppa di Germania | Coppa di Germania | Coppa di Germania | Coppa di Germania | Totale   | Totale | Totale      | Totale     |
| Giocatore      | Presenze | Reti    | Ammonizioni | Espulsioni | Presenze          | Reti              | Ammonizioni       | Espulsioni        | Presenze | Reti   | Ammonizioni | Espulsioni |
| -------------- | -------- | ------- | ----------- | ---------- | ----------------- | ----------------- | ----------------- | ----------------- | -------- | ------ | ----------- | ---------- |
| B. Atik        | 15       | 7       | 3           | 0          | 0                 | 0                 | 0                 | 0                 | 15       | 7      | 3           | 0          |
| C. Beck        | 25       | 2       | 1           | 0          | 1                 | 1                 | 1                 | 0                 | 26       | 3      | 2           | 0          |
| M. Behrens     | 38       | 0       | 2           | 0          | 1                 | 0                 | 0                 | 0                 | 39       | 0      | 2           | 0          |
| L. Bell        | 12       | 2       | 1           | 0          | 0                 | 0                 | 0                 | 0                 | 12       | 2      | 1           | 0          |
| S. Bertram     | 31       | 4       | 2           | 0          | 1                 | 0                 | 0                 | 0                 | 32       | 4      | 2           | 0          |
| A. Bittroff    | 26       | 0       | 8           | 1          | 0                 | 0                 | 0                 | 0                 | 26       | 0      | 8           | 1          |
| D. Bomheuer    | 0        | 0       | 0           | 0          | 0                 | 0                 | 0                 | 0                 | 0        | 0      | 0           | 0          |
| K. Brünker     | 28       | 5       | 6           | 0          | 1                 | 0                 | 0                 | 0                 | 29       | 5      | 6           | 0          |
| K. Burger      | 24       | 1       | 4           | 0          | 1                 | 0                 | 1                 | 0                 | 25       | 1      | 5           | 0          |
| S. Conteh      | 19       | 2       | 1           | 0          | 1                 | 0                 | 0                 | 0                 | 20       | 2      | 1           | 0          |
| D. Ernst       | 26       | 1       | 9           | 0          | 0                 | 0                 | 0                 | 0                 | 26       | 1      | 9           | 0          |
| M. Franzke     | 8        | 1       | 0           | 0          | 0                 | 0                 | 0                 | 0                 | 8        | 1      | 0           | 0          |
| J. Gjasula     | 14       | 2       | 3           | 1          | 1                 | 0                 | 0                 | 0                 | 15       | 2      | 3           | 1          |
| N. Granatowski | 7        | 1       | 2           | 0          | 0                 | 0                 | 0                 | 0                 | 7        | 1      | 2           | 0          |
| P. Harant      | 5        | 0       | 0           | 0          | 1                 | 0                 | 1                 | 0                 | 6        | 0      | 1           | 0          |
| O. Hoch        | 0        | 0       | 0           | 0          | 0                 | 0                 | 0                 | 0                 | 0        | 0      | 0           | 0          |
| T. Jacobsen    | 33       | 0       | 7           | 0          | 0                 | 0                 | 0                 | 0                 | 33       | 0      | 7           | 0          |
| S. Jakubiak    | 17       | 1       | 2           | 0          | 0                 | 0                 | 0                 | 0                 | 17       | 1      | 2           | 0          |
| F. Kath        | 10       | 0       | 3           | 0          | 0                 | 0                 | 0                 | 0                 | 10       | 0      | 3           | 0          |
| B. Koglin      | 20       | 0       | 3           | 1          | 1                 | 0                 | 0                 | 0                 | 21       | 0      | 3           | 1          |
| N. Mai         | 1        | 0       | 0           | 0          | 0                 | 0                 | 0                 | 0                 | 1        | 0      | 0           | 0          |
| A. Małachowski | 24       | 0       | 3           | 1          | 1                 | 0                 | 1                 | 0                 | 25       | 0      | 4           | 1          |
| A. Müller      | 33       | 5       | 6           | 1          | 1                 | 0                 | 0                 | 0                 | 34       | 5      | 6           | 1          |
| T. Müller      | 33       | 0       | 3           | 1          | 1                 | 1                 | 0                 | 0                 | 34       | 1      | 3           | 1          |
| R. Obermair    | 35       | 5       | 4           | 1          | 1                 | 0                 | 0                 | 0                 | 36       | 5      | 4           | 1          |
| T. Perthel     | 8        | 0       | 1           | 0          | 1                 | 0                 | 0                 | 0                 | 9        | 0      | 1           | 0          |
| H. Rorig       | 15       | 0       | 2           | 0          | 0                 | 0                 | 0                 | 0                 | 15       | 0      | 2           | 0          |
| S. Sané        | 12       | 2       | 2           | 0          | 0                 | 0                 | 0                 | 0                 | 12       | 2      | 2           | 0          |
| T. Schlitter   | 0        | 0       | 0           | 0          | 0                 | 0                 | 0                 | 0                 | 0        | 0      | 0           | 0          |
| L. Schmökel    | 1        | 0       | 0           | 0          | 0                 | 0                 | 0                 | 0                 | 1        | 0      | 0           | 0          |
| L. Sliskovic   | 17       | 0       | 1           | 0          | 1                 | 0                 | 0                 | 0                 | 18       | 0      | 1           | 0          |
| D. Steininger  | 17       | 0       | 2           | 0          | 1                 | 0                 | 0                 | 0                 | 18       | 0      | 2           | 0          |
| J. Weigel      | 2        | 0       | 0           | 0          | 0                 | 0                 | 0                 | 0                 | 2        | 0      | 0           | 0          |
| T. Weiner      | 0        | 0       | 0           | 0          | 0                 | 0                 | 0                 | 0                 | 0        | 0      | 0           | 0          |
| T. Weiß        | 0        | 0       | 0           | 0          | 0                 | 0                 | 0                 | 0                 | 0        | 0      | 0           | 0          |